# San Paolo Solbrito
San Paolo Solbrito är en ort och kommun i provinsen Asti i regionen Piemonte i Italien. Kommunen hade 1 197 invånare (2018).